# 小白鮭
小白鮭，為輻鰭魚綱鮭形目鮭科的一種，為寒帶淡水魚，分布於俄羅斯、加拿大及阿拉斯加淡水、半鹹水流域，體長可達47公分，棲息在沿岸溪流、湖泊底中層水域，會進行洄游，以甲殼類、昆蟲、魚類等為食，生活習性不明，可做為食用魚。